# St. Margareth in der Klause

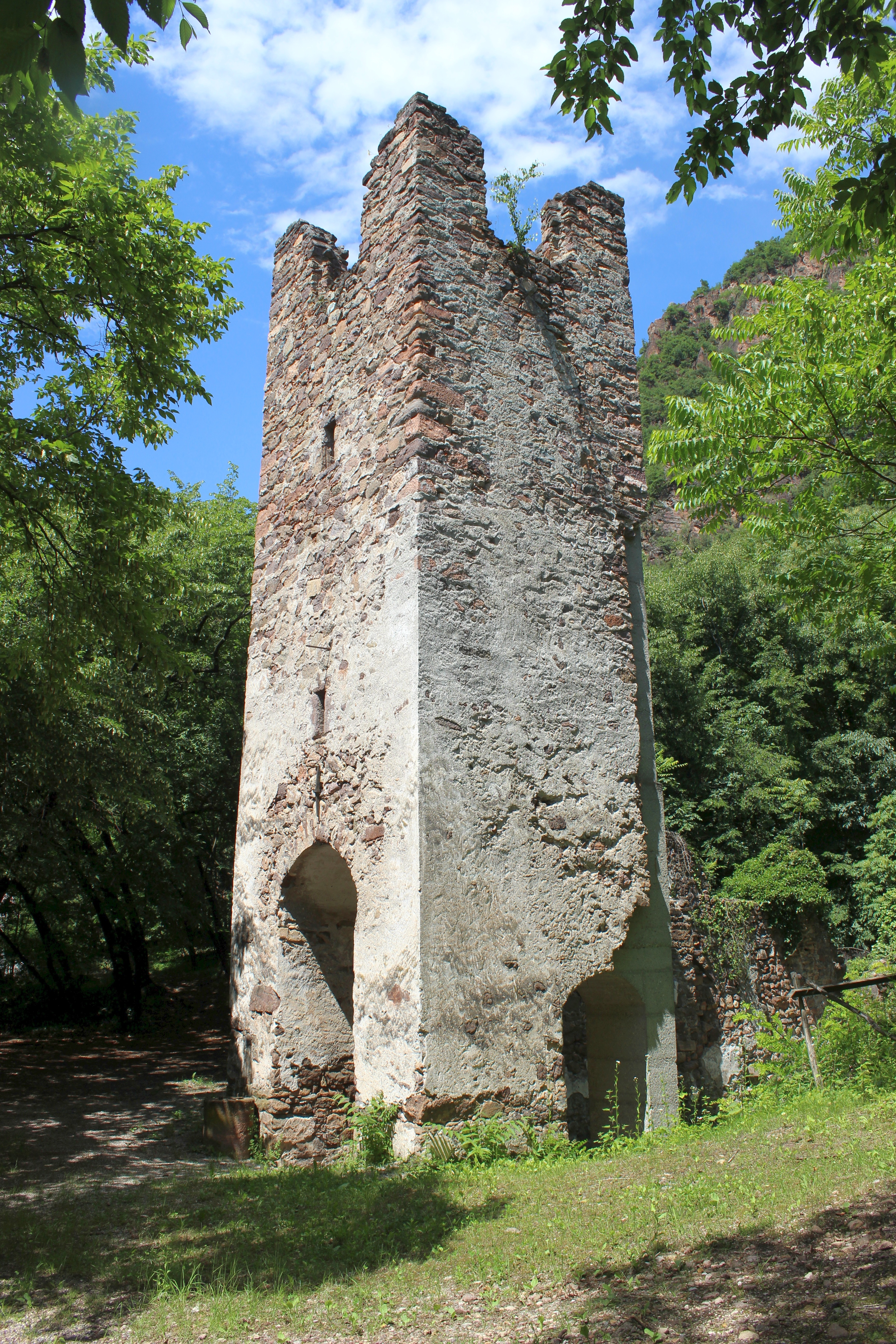
St. Margareth in der Klause: westlicher Fassadenturm

St. Margareth in der Klause ist eine ursprünglich spätromanische, nur noch als Ruine erhaltene Kirche in Terlan in Südtirol. Sie  wurde der hl. Margareta von Antiochia geweiht. Der Beiname bezieht sich auf die nahegelegene Terlaner Klause, eine durch Meinhard II. errichtete Wegsperre, die für den heutigen Terlaner Ortsteil Klaus namengebend wurde.

## Geschichte
Die erste Erwähnung findet sich 1371 als „sancta Margareta de torrente iurisdiccionis Noue domus“ (im Gericht Neuhaus), gefolgt von einer Nennung von 1391 als „St. Margaret auf der Lan“. Um 1595 wurde die Kirche mannshoh vermurt. Als für die Terlaner Pfarrkirche ein Benefizium gestiftet wurde, war Bestandteil der Verpflichtungen auch das Lesen von drei Messen im Monat in St. Margareth. 1785 wurde das Benefizium im Rahmen der Josephinischen Kirchenreform aufgehoben und die Kirche in der Folge aufgelassen.
Bereits am Anfang des 20. Jahrhunderts war die Kirche eine Ruine. Heute bestehen nur noch Reste des Turms, des gotischen Chors und der Langhausmauern. Seit 1979 stehen die Überreste von St. Margareth unter Denkmalschutz.